# دودلي بيك
دودلي بيك (بالإنجليزية: Dudley Peake)‏ هو لاعب كرة قدم ومدرب كرة قدم بريطاني في مركز قلب الدفاع، ولد في 26 أكتوبر 1934 في سوانزي في المملكة المتحدة، وتوفي في 28 أبريل 2012. لعب مع سوانزي سيتي ونيوبورت كونتي.